# Décembre 1811
Cette page présente les faits marquants du mois de décembre 1811.

## Événements
- Début de la quatrième guerre cafre entre colons d’Afrique du Sud et Bantous[1]. Les revers militaires portent les Xhosa à discréditer les chefs militaires pour suivre des prophètes.
- Corée[2] : début de la révolte paysanne de Hong Kyong-nae (en) dans la province de Pyongyang, en Corée. Rejoint par des fonctionnaires mécontents, des marchands, des lettrés, il trouve un soutien important parmi les paysans, mais les insurgés sont finalement massacrés par les troupes royales (1812)[3].

- 16 décembre :
  - États-Unis : premier des tremblements de terre de New Madrid qui frapperont le centre des États-Unis autour du fleuve Mississippi durant l'hiver 1811-1812 (dont deux autres majeurs le 23 janvier et le 6 février 1812)[4].
  - France : décret impérial sur les routes de l'Empire, divisées en routes impériales et routes départementales.

- 19 décembre (7 décembre du calendrier julien), guerre russo-turque : Koutouzov oblige l’armée turque à capituler à Slobodzié[5].

- 26 décembre : Suchet assiège Valence[6].

## Naissances
- 16 décembre : Octavie Marie Elisabeth de Lasalle von Louisenthal, peintre française († 25 février 1890).

## Décès
- 22 décembre : François Devosge, peintre français (° 25 janvier 1732).